# Only You (歌曲)
《Only You》是美国唱片骑士作弊码三人组和英国女子组合混合甜心的一首歌曲，由巴勃罗·鲍曼、特雷弗·达尔、凯文·福特、马修·拉塞尔、尼古拉斯·盖尔和理查德·博德曼共同创作，由Digital Farm Animals、梅根·考顿和特雷弗·达尔共同制作，以单曲的形式发行于2018年6月22日，并且首次收录在Ministry of Sound公司于2018年7月6日推出的合辑《The Pool Party》，之后也收录在混合甜心的第五张录音室专辑《LM5》（2018年）的豪华版中。

## 背景
歌曲由巴勃罗·鲍曼、特雷弗·达尔、凯文·福特、马修·拉塞尔、尼古拉斯·盖尔和理查德·博德曼共同创作，并由Digital Farm Animals、梅根·考顿和特雷弗·达尔共同制作。在电视节目《爱之岛》推出的节目伴奏专辑《The Pool Party》中含有该歌曲，随之于2018年6月曝光。在歌曲发行前作弊码三人组和混合甜心都发出歌曲片段的预告，他们在Twitter上公布歌曲将在2018年6月22日推出。隔日，歌曲的封面和歌词片段公布。

## 作曲
《Only You》是一首中速电子舞蹈歌曲，以原声吉他为基础旋律，时长3分9秒。包含了电子、热带浩室和氛围的音乐元素。其中还有作弊码三人组的伴唱。所有的歌词是以主–导-副–副呈现，包含几段主要用器乐演绎的部分。歌词讲得是恋爱以及分手后的日子。

## 音乐视频
歌曲的音乐视频于2018年7月12日在Little Mix的官方YouTube频道上播出。视频情节是以两个女孩（由丽莎·斯塔雷特和佩顿·利斯特饰演）在一个派对上愛上對方，其中一位原是美人鱼。視頻比粉絲讚揚是對LGBT群體的支持。视频由弗兰克·博林执导。

## 现场演出
组合在2018年英国广播公司第一台青少年奖颁奖典礼上首次演唱该歌曲，并连续两年获得获得英国最佳团体奖。

## 鸣谢人员
鸣谢整理自Tidal。
- 巴勃罗·鲍曼，特雷弗·达尔，尼古拉斯·盖尔和理查德·博德曼（英语：Richard Boardman） – 创作
- Digital Farm Animals（英语：Digital Farm Animals），梅根·考顿（英语：Maegan Cottone）和特雷弗·达尔 – 制作
- 丹尼·卡西欧 – 工程
- 兰迪·美林 – 母带工程
- 约翰·哈内斯，塞班·盖内 –混音工程

## 排行榜
| 排行榜（2018年）                             | 最高 排名 |
| -------------------------------------------- | --------- |
| 澳大利亚（澳大利亚唱片业协会榜）             | 92        |
| 澳大利亚舞蹈（澳大利亚唱片业协会榜）         | 15        |
| 比利时佛兰德（Ultratip榜外單曲榜）           | 35        |
| 比利时瓦隆（Ultratip榜外單曲榜）             | 23        |
| 克罗地亚电台（克羅地亞廣播電視台）           | 73        |
| 捷克（百強數位單曲榜）                       | 84        |
| 法国（法國唱片出版業公會單曲榜）             | 127       |
| 匈牙利（四十强电台榜）                       | 35        |
| 匈牙利（四十強單曲榜）                       | 7         |
| 爱尔兰（愛爾蘭唱片音樂協會）                 | 13        |
| 拉脱维亚（Latvijas Top 40）                  | 16        |
| 墨西哥英格尔斯电台（《公告牌》）             | 3         |
| 新西兰民间（新西兰唱片音乐协会）             | 5         |
| 葡萄牙（葡萄牙唱片業協會单曲榜）             | 81        |
| 蘇格蘭（官方榜单公司單曲榜）                 | 3         |
| 斯洛伐克（電台百強單曲榜）                   | 72        |
| 斯洛伐克（百強數位單曲榜）                   | 58        |
| 瑞典（瑞典最熱榜）                           | 89        |
| 英國（官方榜单公司單曲榜）                   | 13        |
| 美國（《告示牌》Hot Dance/Electronic Songs） | 15        |
| 美國（《告示牌》Pop Airplay）                | 38        |

## 销量认证
| 地區                   | 认证 | 认证单位/销量 |
| ---------------------- | ---- | ------------- |
| 英国（英国唱片业协会） | 银   | 200,000‡      |
| ‡僅含認證的+實際銷量   |      |               |

## 发行历程
| 区域 | 日期          | 形式            | 厂牌              | 参文   |
| ---- | ------------- | --------------- | ----------------- | ------ |
| 全球 | 2018年6月22日 | 数字下载 流媒体 | 赛科              |        |
| 美国 | 2018年7月31日 | 当代流行电台    | 300 Entertainment | [ 35 ] |